# Alejandro Garnacho
Alejandro Garnacho Ferreyra (Madrid, 1 juli 2004) is een Argentijns-Spaans voetballer die doorgaans speelt als vleugelspeler. In oktober 2020 verruilde hij Atlético Madrid voor Manchester United. Garnacho maakte in 2023 zijn debuut in het Argentijns voetbalelftal.

## Clubcarrière
Garnacho speelde vanaf zijn elfde in de jeugdopleiding van Atlético Madrid. In oktober 2020 werd de vleugelaanvaller overgenomen door Manchester United. Zijn debuut in het eerste elftal maakte hij op 28 april 2022, toen op Old Trafford in de Premier League gespeeld werd tegen Chelsea. Die club kwam via Marcos Alonso op voorsprong, waarna Cristiano Ronaldo tekende voor de eindstand: 1–1. Garnacho moest van coach Ralf Rangnick op de reservebank beginnen en viel in de blessuretijd in voor Anthony Elanga. Zijn eerste doelpunt in het eerste elftal maakte hij op 3 november 2022. Op bezoek bij Real Sociedad in de UEFA Europa League mocht hij in de basis beginnen. Na zeventien minuten opende hij op aangeven van Cristiano Ronaldo de score en deze zou niet meer veranderen: 1–0. In december 2022 werd zijn verbintenis opengebroken en verlengd tot medio 2024, met een optie op een jaar extra. Eind april werd zijn contract opnieuw verlengd, nu met vier seizoenen tot en met het seizoen 2027/28.

## Clubstatistieken
| Seizoen | Club              | Competitie     | Competitie | Competitie | Beker | Beker | Internationaal | Internationaal | Totaal | Totaal |
| Seizoen | Club              | Competitie     | Wed.       | Dlp.       | Wed.  | Dlp.  | Wed.           | Dlp.           | Wed.   | Dlp.   |
| ------- | ----------------- | -------------- | ---------- | ---------- | ----- | ----- | -------------- | -------------- | ------ | ------ |
| 2021/22 | Manchester United | Premier League | 2          | 0          | 0     | 0     | 0              | 0              | 2      | 0      |
| 2022/23 | Manchester United | Premier League | 19         | 3          | 9     | 1     | 6              | 1              | 34     | 5      |
| 2023/24 | Manchester United | Premier League | 36         | 7          | 8     | 2     | 6              | 1              | 50     | 10     |
| 2024/25 | Manchester United | Premier League | 36         | 6          | 7     | 4     | 15             | 1              | 58     | 11     |
| Totaal  | Totaal            | Totaal         | 93         | 16         | 24    | 7     | 27             | 3              | 144    | 26     |

Bijgewerkt op 8 juni 2025.

## Interlandcarrière
In maart 2022 werd Garnacho opgenomen in de selectie van het Argentijns voetbalelftal voor de kwalificatiewedstrijden voor het WK 2022 tegen Venezuela en Ecuador. Hij kwam niet in actie tijdens deze duels. In oktober 2022 werd Garnacho door bondscoach Lionel Scaloni opgenomen in de voorselectie van Argentinië voor het WK 2022. Voor de definitieve selectie was hij een van de afvallers. In maart 2023 werd Garnacho opnieuw opgenomen in de selectie.
Garnacho maakte uiteindelijk zijn debuut in de nationale ploeg op 15 juni 2023, toen een vriendschappelijke wedstrijd gespeeld werd tegen Australië. Door doelpunten van Lionel Messi en Germán Pezzella won Argentinië met 2–0. Garnacho moest van Scaloni op de reservebank beginnen en hij mocht in de tweede helft invallen voor Nicolás González.
Scaloni nam Garnacho in 2024 op in zijn selectie voor de Copa América 2024. Argentinië won Groep A door te winnen van Canada (2–0), Chili (0–1) en Peru (2–0). Hierna werden achtereenvolgens Ecuador (1–1, 4–2 na strafschoppen) en Canada (2–0) verslagen. In de finale nam Argentinië het op tegen Colombia. Door met 1–0 te winnen werd de Copa América gewonnen. Garnacho speelde alleen tegen Peru. Zijn toenmalige clubgenoot Lisandro Martínez (eveneens Argentinië) was ook actief op het toernooi.
| Interlands van Alejandro Garnacho voor Argentinië | Interlands van Alejandro Garnacho voor Argentinië | Interlands van Alejandro Garnacho voor Argentinië | Interlands van Alejandro Garnacho voor Argentinië | Interlands van Alejandro Garnacho voor Argentinië | Interlands van Alejandro Garnacho voor Argentinië | Interlands van Alejandro Garnacho voor Argentinië |
| №                                                 | Datum                                             | Wedstrijd                                         | Uitslag                                           | Competitie                                        | Goals                                             |                                                   |
| Als speler bij Manchester United                  | Als speler bij Manchester United                  | Als speler bij Manchester United                  | Als speler bij Manchester United                  | Als speler bij Manchester United                  | Als speler bij Manchester United                  | Als speler bij Manchester United                  |
| ------------------------------------------------- | ------------------------------------------------- | ------------------------------------------------- | ------------------------------------------------- | ------------------------------------------------- | ------------------------------------------------- | ------------------------------------------------- |
| 1                                                 | 15 juni 2023                                      | Argentinië – Australië                            | 2 – 0                                             | Vriendschappelijk                                 |                                                   |                                                   |
| 4                                                 | 19 juni 2023                                      | Indonesië – Argentinië                            | 0 – 2                                             | Vriendschappelijk                                 |                                                   |                                                   |
| 3                                                 | 12 september 2023                                 | Bolivia – Argentinië                              | 0 – 3                                             | WK 2026 kwalificatie                              |                                                   |                                                   |
| 4                                                 | 22 maart 2024                                     | Argentinië – El Salvador                          | 3 – 0                                             | Vriendschappelijk                                 |                                                   |                                                   |
| 5                                                 | 26 maart 2024                                     | Argentinië – Costa Rica                           | 3 – 1                                             | Vriendschappelijk                                 |                                                   |                                                   |
| 6                                                 | 29 juni 2024                                      | Argentinië – Peru                                 | 3 – 0                                             | Copa América 2024                                 |                                                   |                                                   |
| 7                                                 | 5 september 2024                                  | Argentinië – Chili                                | 3 – 0                                             | WK 2026 kwalificatie                              |                                                   |                                                   |
| 8                                                 | 14 november 2024                                  | Paraguay – Argentinië                             | 2 – 1                                             | WK 2026 kwalificatie                              |                                                   |                                                   |

Bijgewerkt op 8 juni 2025.

## Erelijst
| Competitie        |                   |                   |                   |                   |
| Competitie        | Aantal            | Jaren             |                   |                   |
| Manchester United | Manchester United | Manchester United | Manchester United | Manchester United |
| ----------------- | ----------------- | ----------------- | ----------------- | ----------------- |
| EFL Cup           | 1                 | 2022/23           |                   |                   |
| FA Cup            | 1                 | 2023/24           |                   |                   |
| Argentinië        |                   |                   |                   |                   |
| Copa América      | 1                 | 2024              |                   |                   |